# Iván Brovkó
Iván Kárlovich Fiodorov (en ruso: Иван Карпович Бровко; en ucraniano: Іван Карпович Бровко; Selídove, 28 de septiembre de 1908 - Shchólkovo, 20 de septiembre de 1989) fue un piloto soviético ucraniano que participó en la guerra civil española y luego de la Segunda Guerra Mundial.

## Biografía
Nació en el pueblo de Selídivka (hoy Selídove, óblast de Donetsk), en una familia ucraniana. En 1922 se graduó del sexto grado de la escuela Novosélivka. En la primavera de 1926 adquirió un tractor Fordzon y trabajó como conductor de tractor en la granja colectiva. En 1927 se unió al Komsomol y dirigió la célula del Komsomol en la aldea, afiliándose al Partido Comunista de la Unión Soviética. En noviembre de 1930 fue movilizado al Ejército Rojo, alistándose como cadete en un escuadrón de comunicaciones separado del 1er Cuerpo de Caballería del Ejército Rojo, estacionado en la ciudad de Proskúriv. En 1931 presentó un informe a la dirección solicitando su traslado a la Escuela de Pilotos de Yeisk, graduándose en diciembre de 1933. En el verano de 1934, se graduó de los cursos y fue designado como navegante de aeronaves del 91 ° Escuadrón Aéreo, 23 ° Brigada de Bombarderos Pesados de Monino, volando el Túpolev TB-3.
Durante los años 1936-1937, Brovkó estuvo en combate en el bando republicano de la guerra civil española, realizando 86 misiones de combate para bombardear la retaguardia y la flota de las fuerzas del bando sublevado. Por su participación en las batallas en España fue condecorado con la Orden de la Bandera Roja.
Desde agosto de 1937 hasta marzo de 1938 estuvo en misión especial en China y hasta junio de 1941 estuvo allí tres veces más. Durante su tercer viaje, trajo a la Unión Soviética a los dirigentes de la China comunista, incluido Wang Ming. Desde marzo de 1938, Brovkó sirvió como navegante de bandera del 6º Regimiento Aéreo de Bombarderos Pesados en Ivánovo y en julio de 1938 fue elegido diputado del Sóviet Supremo de la República Socialista Federativa Soviética de Rusia.
En febrero de 1939 fue enviado a estudiar a la escuela de pilotos de Stalingrado y Engels. En enero de 1941, un vuelo especial trajo desde China al hijo de Mao Zedong y a la hija de Zhu De. Desde la entrada de la Unión Soviética en la Segunda Guerra Mundial, realizó operaciones de combate en la zona de responsabilidad del frente occidental y, a partir de julio, en el frente central. A finales de julio, su avión fue derribado cuando regresaba de una misión de combate, realizando un aterrizaje de emergencia en territorio no ocupado. Brovkó también participó en la batalla de Stalingrado.
Desde agosto de 1953 comandó la 57 División de Bombarderos Pesados de Largo Alcance. Desde marzo de 1956 sirvió como comandante adjunto y, desde abril de 1957, como primer comandante adjunto del 50º Ejército Aéreo. En febrero de 1958, Iván Brovkó recibió el rango de teniente general de Aviación. Desde mayo de 1959 es jefe del IV departamento del Instituto de Investigación de la Fuerza Aérea y subdirector del Instituto Estatal de Investigación de Armamento. En mayo de 1964, por razones de salud, fue dado de baja y enviado a la reserva. Trabajó en el Centro de Entrenamiento de Cosmonautas Gagarin y también participó en actividades públicas.
Murió en 1989 en la ciudad de Shchólkovo, y fue enterrado en el pueblo de Leonija, raión de Shchólkovo.

## Premios
- Dos órdenes de Lenin (1942,1955).[5]
- Tres órdenes de la Bandera Roja (1937, 1937, 1950).
- Dos órdenes de Suvórov, 2º clase (1944, 1945).
- Orden de Alejandro Nevski (1943).
- Orden de la Guerra Patria, 1ª clase (1985).
- Dos órdenes de la Estrella Roja (1938, 1945).[5]
- Orden de la Bandera Roja (Hungría) (1955).